# Музей Авы Гарднер
Музей Авы Гарднер (англ. Ava Gardner Museum) — музей, расположенный в центре города Смитфилд, штат Северная Каролина (США), хранящий обширную коллекцию экспонатов о карьере и личной жизни Авы Гарднер.

## История
Начало оригинальной коллекции было положено в 1941 году фанатом Томасом Бэнксом, который в возрасте 12 лет познакомился с Авой Гарднер в кампусе Атлантического христианского колледжа (сейчас колледж Бартона), где она около года обучалась на секретаря. На следующий год, когда она уже ушла из колледжа, он увидел фотографию Авы в газете и узнал, что она подписала контракт с MGM Studios.
Семья Бэнкс посвятила большую часть своей жизни сбору памятных вещей из всех возможных источников. В начале 1980-х годов доктор Бэнкс приобрёл учительский дом Брогден, дом, в котором Ава жила в возрасте от 2 до 13 лет, и в течение девяти лет управлял своим собственным музеем Авы Гарднер. Том Бэнкс (он был психологом) перенёс инсульт в музее в августе 1989 года и умер несколько дней спустя. Ава Гарднер умерла пять месяцев спустя, 25 января 1990 года. Летом 1990 года жена Тома, Лорейн Бэнкс, незадолго до собственной смерти, передала коллекцию городу Смитфилду, будучи уверенной, что в округе Джонстон, месте рождения и последнего упокоения Авы Гарднер (в местном мемориальном парке Сансет) постоянный музей будет сохранён.
В 1996 году Музей Авы Гарднер был основан как организация 501 (с) 3 для управления коллекцией личных вещей и памятных предметов из фильмов, подаренных Смитфилду Томом и Лорейн Бэнкс. С тех пор музейное учреждение продолжает приобретать артефакты, связанные с жизнью актрисы, и стремится сохранять эти предметы и демонстрировать их с целью просвещения.
В августе 1999 года совет директоров музея инвестировал средства в центр Смитфилда, купив и отремонтировав здание площадью 590 м2, которое стало постоянным домом для коллекции музея. В октябре 2000 года новый музей Авы Гарднер открыл свои двери и продолжает привлекать около 12 000 посетителей ежегодно.
В 2020 году здание затопило из-за сломанного туалета. Ни одна из коллекций не пострадала, но ремонтные работы потребовали закрытия музея на несколько недель.